# Ginsheim-Gustavsburg
Ginsheim-Gustavsburg is een stad in de Duitse deelstaat Hessen en maakt deel uit van de Kreis Groß-Gerau.
Ginsheim-Gustavsburg telt 16.843 inwoners.
Biebesheim am Rhein ·
Bischofsheim ·
Büttelborn ·
Gernsheim ·
Ginsheim-Gustavsburg ·
Groß-Gerau ·
Kelsterbach ·
Mörfelden-Walldorf ·
Nauheim ·
Raunheim ·
Riedstadt ·
Rüsselsheim am Main ·
Stockstadt am Rhein ·
Trebur